# Metastudtita
La metastudtita és un mineral de la classe dels òxids.

## Característiques
La metastudtita és un òxid de fórmula química UO₄·2H₂O. Cristal·litza en el sistema ortoròmbic.
Segons la classificació de Nickel-Strunz, la metastudtita pertany a «04.GA: Uranil hidròxids sense cations addicionals» juntament amb els següents minerals: metaschoepita, paraschoepita, schoepita, paulscherrerita, ianthinita i studtita.

## Formació i jaciments
Es forma per la deshidratació de l'studtita. Va ser descoberta a la mina Shinkolobwe, situada al districte de Kambove (Província d'Alt Katanga, República Democràtica del Congo). També ha estat descrita a Kamoto, a la també regió congolenya de Lualaba, així com a Namíbia, Noruega i Espanya.